# 66. pehotni polk (Avstro-Ogrska)
Za druge 66. polke glejte 66. polk.
66. pehotni polk (izvirno nemško Infanterie-Regiment Nr. 66; dobesedno slovensko: Pehotni polk št. 66) je bil pehotni polk k.u.k. Heera.

## Poimenovanje
- Ungarisches Infanterie Regiment »Erzherzog Peter Ferdinand« Nr. 66
- Infanterie Regiment Nr. 66 (1915 - 1918)

## Zgodovina
Polk je bil ustanovljen leta 1860. 

### Prva svetovna vojna
Polkovna narodnostna sestava leta 1914 je bila sledeča: 46% Slovakov, 25% Madžarov, 22% Rutencev in 7% drugih. Naborni okraj polka je bil v Ungvárju, pri čemer so bile polkovne enote garnizirane sledeče: Ungvár (štab, III. in IV. bataljon), Kaschau (I. bataljon) in Goražde (II. bataljon).
Med prvo svetovno vojno se je polk bojeval tudi na soški fronti.
V sklopu t. i. Conradovih reform leta 1918 (od junija naprej) je bilo znižano število polkovnih bataljonov na 3.

## Organizacija
1918 (po reformi)
- 1. bataljon
- 3. bataljon
- 4. bataljon

## Poveljniki polka
- 1865: Eduard Hayduk[7]
- 1879: Alexander Kiszling[8]
- 1908: Josef Paur[9]
- 1914: Virgil Geöcz[1]